# Васюково (Пушкинский район)
Васюково — деревня в Пушкинском районе Московской области России, входит в состав городского поселения Софрино. Население — 12 чел. (2010).

## География
Расположена на севере Московской области, в северо-восточной части Пушкинского района, примерно в 17 км к северо-востоку от центра города Пушкино и 33 км от Московской кольцевой автодороги, на левом берегу реки Талицы бассейна Клязьмы.
В 2,5 км к западу — Ярославское шоссе М8, в 5 км к югу — Московское малое кольцо А107, в 2 км к северу — ветка линии Ярославского направления Московской железной дороги Софрино — Красноармейск. К деревне приписано три садоводческих товарищества. Ближайшие населённые пункты — деревни Березняки, Могильцы, Никольское и Фёдоровское. Также есть христианский пансионат "Сельский дом".

## Население
| 1859 | 1890 | 1899 | 1926 | 2002 | 2006 | 2010 |
| ---- | ---- | ---- | ---- | ---- | ---- | ---- |
| 108  | ↘102 | ↗110 | ↘109 | ↘4   | ↗5   | ↗12  |

## История
В «Списке населённых мест» 1862 года — казённая деревня 1-го стана Дмитровского уезда Московской губернии по левую сторону Московско-Ярославского шоссе (из Ярославля в Москву), в 49 верстах от уездного города и 21 версте от становой квартиры, при речке Талице, с 20 дворами и 108 жителями (53 мужчины, 55 женщин).
По данным на 1890 год — деревня Морозовской волости Дмитровского уезда, в 1899 году — деревня Богословской волости Дмитровского уезда с 110 жителями.
В 1913 году — 25 дворов.
По материалам Всесоюзной переписи населения 1926 года — деревня Путиловского сельсовета Путиловской волости Сергиевского уезда Московской губернии в 3,2 км от Ярославского шоссе, в 10,7 км от станции Софрино Северной железной дороги, проживало 109 жителей (54 мужчины, 55 женщин), насчитывалось 21 крестьянское хозяйство.
С 1929 года — населённый пункт в составе Пушкинского района Московского округа Московской области. Постановлением ЦИК и СНК от 23 июля 1930 года округа как административно-территориальные единицы были ликвидированы.
Административная принадлежность
1929—1954 гг. — деревня Царёвского сельсовета Пушкинского района.
1954—1957 гг. — деревня Путиловского сельсовета Пушкинского района.
1957—1959 гг. — деревня Путиловского сельсовета Мытищинского района.
1959—1960 гг. — деревня Талицкого сельсовета Мытищинского района.
1960—1962 гг. — деревня Талицкого сельсовета Калининградского района.
1962—1963, 1965—1994 гг. — деревня Талицкого сельсовета Пушкинского района.
1963—1965 гг. — деревня Талицкого сельсовета Мытищинского укрупнённого сельского района.
1994—2006 гг. — деревня Талицкого сельского округа Пушкинского района.
С 2006 года — деревня городского поселения Софрино Пушкинского муниципального района Московской области.